# Zondacrypto Arena
Die Zondacrypto Arena (Eigenschreibweise: zondacrypto Arena) ist eine Eissporthalle im Zentrum der Schweizer Gemeinde Davos, Kanton Graubünden. Der Eishockeyclub HC Davos (HCD) trägt hier seine Heimspiele aus. Darüber hinaus wird jährlich der traditionsreiche Spengler Cup in der Arena ausgetragen. Die Halle steht neben der 1894 eingeweihten Natureis-Freiluftbahn, die den Namen Eisstadion Davos trägt. Die Arena gilt aufgrund seiner Holzkonstruktion als eines der schönsten Eishockeystadien Europas mit besonders ambitionierter Innenarchitektur.

## Geschichte
An der Stelle des heutigen Eisstadions wurde Anfang des 20. Jahrhunderts das offene Spielfeld für den 1921 gegründeten HC Davos erstellt. Das Spielfeld wurde damals lediglich durch ca. 10 cm hohe Holzriemen markiert, die Zuschauer sassen unmittelbar dahinter.
Zu Beginn der 1970er-Jahre wurde ein erster Anlauf unternommen, die Eisfläche zu überdachen. Zu diesem Zweck wurden um das Spielfeld vier Stützpfeiler errichtet. Kurz danach erfolgte jedoch ein Baustopp, das Projekt konnte nicht verwirklicht werden.
Als der HCD 1979 wieder in die Nationalliga A aufstieg, wurde eine Überdachung des Stadions erneut thematisiert, da der Hockeyclub sonst wieder hätte absteigen müssen. Eine Auflage des Projektes war, die bereits bestehenden Pfeiler weiter zu verwenden. Auf diesen wurde eine raffinierte Trägerkonstruktion aus verleimtem Schichtholz aufgesetzt und damit die Kuppel geformt. Die Eissporthalle wurde nach Plänen des Bonaduzer Bauingenieurs Walter Bieler und Krähenbühl-Architekten aus Davos errichtet.
Im Winter 1980/81 blieb die Eishalle noch auf den Seiten offen, in der folgenden Saison wurden die grossen Glaswände eingesetzt.
2005 entstand eine neue, moderne Nordtribüne mit dem Restaurant „Nordside“, V.I.P.-Räumen und Sponsorensektoren. Auch wurden die Garderoben dem heutigen Standard angepasst. Die Kapazität des Stadions betrug nach diesen Umbauten nicht mehr 7'680, sondern nur noch 7'080 Zuschauer. Kurz vor dem Spengler Cup 2006 wurde ein neuer Videowürfel installiert. Gleichzeitig wurden die Eingänge beziehungsweise Notausgänge der Osttribüne und Westtribüne erweitert. Provisorisch wurden die Sitzplatzzugänge der Südtribüne von den Eingängen zu den Stehplätzen getrennt.
Am 1. Januar 2007 wurde die Eishalle in Vaillant Arena umbenannt, während das Natureisstadion weiter den Namen Eisstadion Davos trägt. Vaillant, ein Hersteller von Heiz-, Klima- und Lüftungstechnik, wurde für drei Mio. CHF Namensgeber und sicherte damit den dringend notwendigen Umbau der Südtribüne.
Ab 2018 wurde eine Sanierung unter Planung und Ausführung der Marques Architekten in drei Schritten durchgeführt und 2021 abgeschlossen. Im Rahmen des Umbaus zog die Stehplatztribüne von der Ost- auf die Westseite, dabei sank die Stehplatzkapazität auf 1‘800 Plätze. Zudem verkleinerte sich der Gästesektor auf etwa 300 Plätze, und die Gesamtkapazität beträgt seit 2021 6‘547 Zuschauer.
Nachdem der alte Sponsoring-Vertrag mit Vaillant 2018 ausgelaufen war, sollte das Eisstadion einen neuen Sponsornamen bekommen. Die Verantwortlichen des HCD suchten einen langfristigen Partner über acht bis zwölf Jahre. 2019 wurde ein Vertrag über 11,8 Mio. CHF und einer Laufzeit bis 2026 mit der Stiftung von Peter Buser abgeschlossen. Aufgrund von Unstimmigkeiten bezüglich der Austragung von Musikkonzerten im Rahmen des World Economic Forum kam es aber nicht zu einer Umbenennung des Eisstadions.
Im Januar 2025 wurde die in Polen gegründete Kryptowährungsbörse Zondacrypto neuer Namenssponsor des Eisstadions.

## Galerie

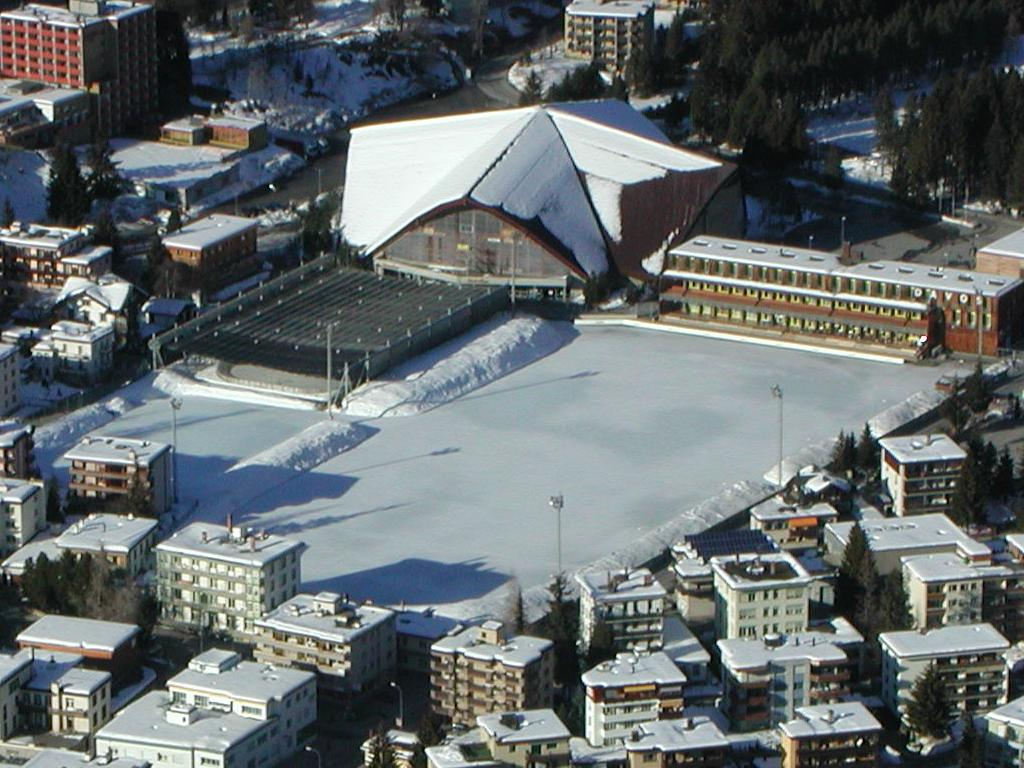
Luftbild des Natur-Eisstadions mit der Eissporthalle im Hintergrund  (März 2005)
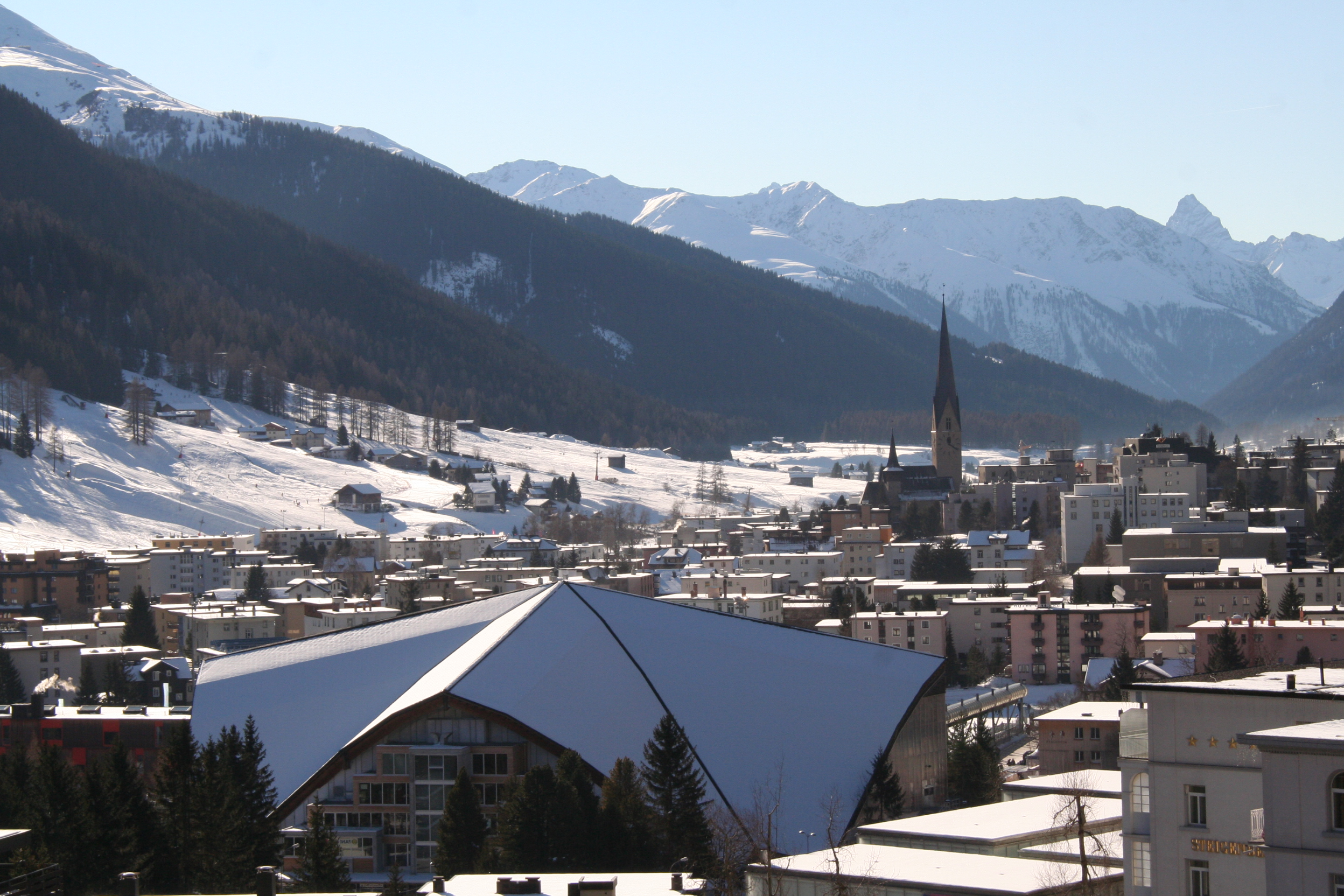
Eisstadion Davos
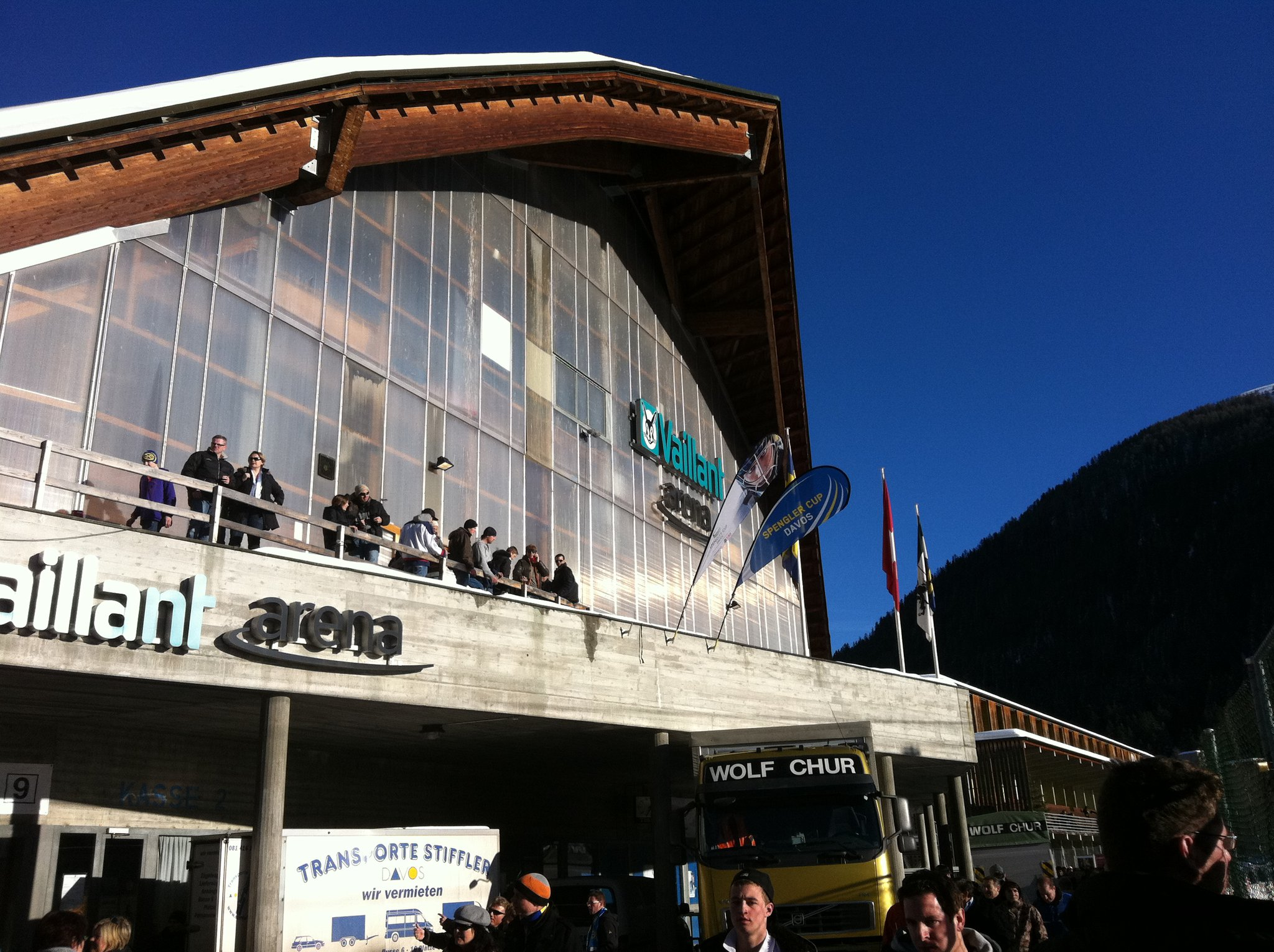
Südtribüne
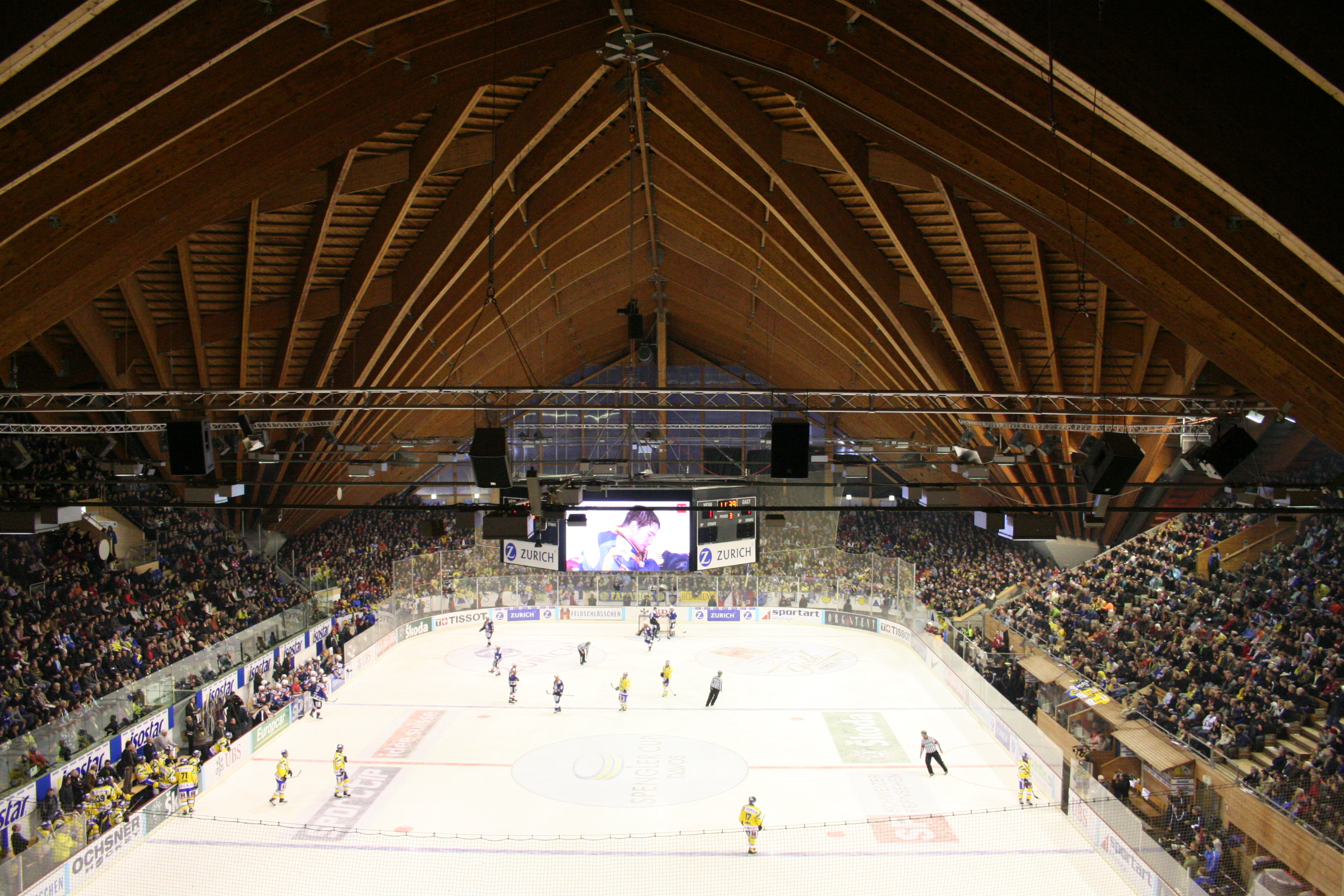
Westtribüne
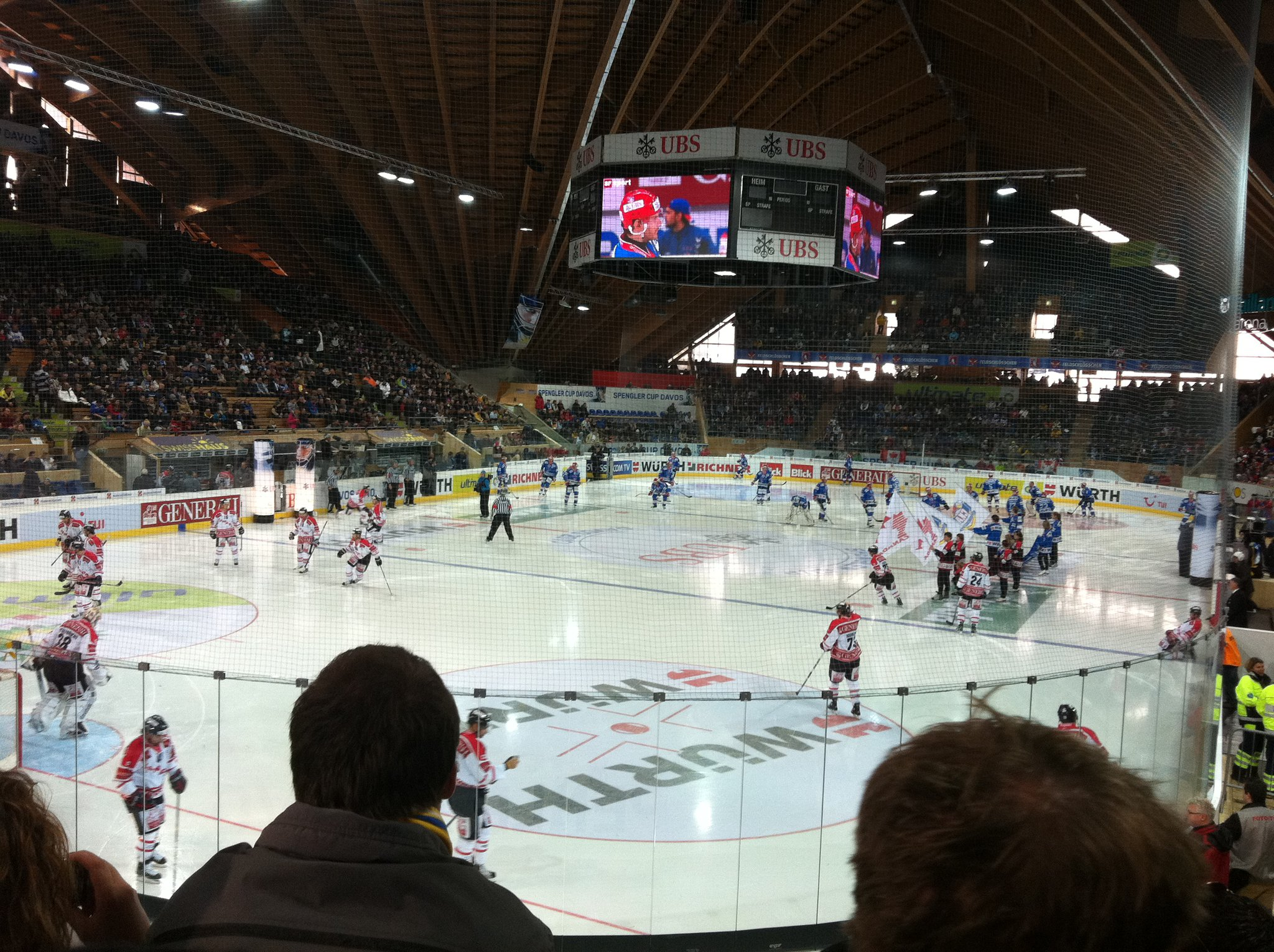
Heimkurve
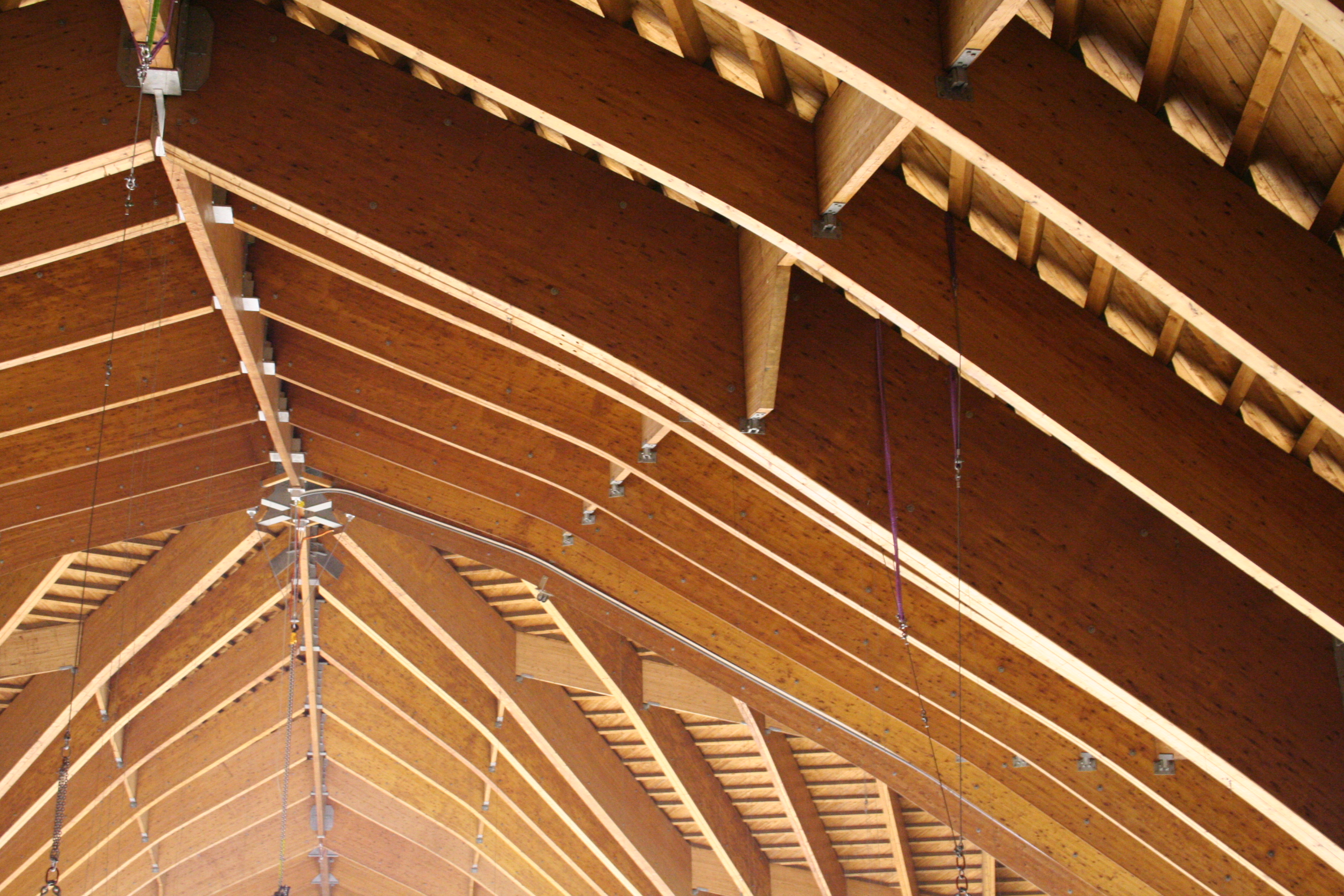
Dachkonstruktion
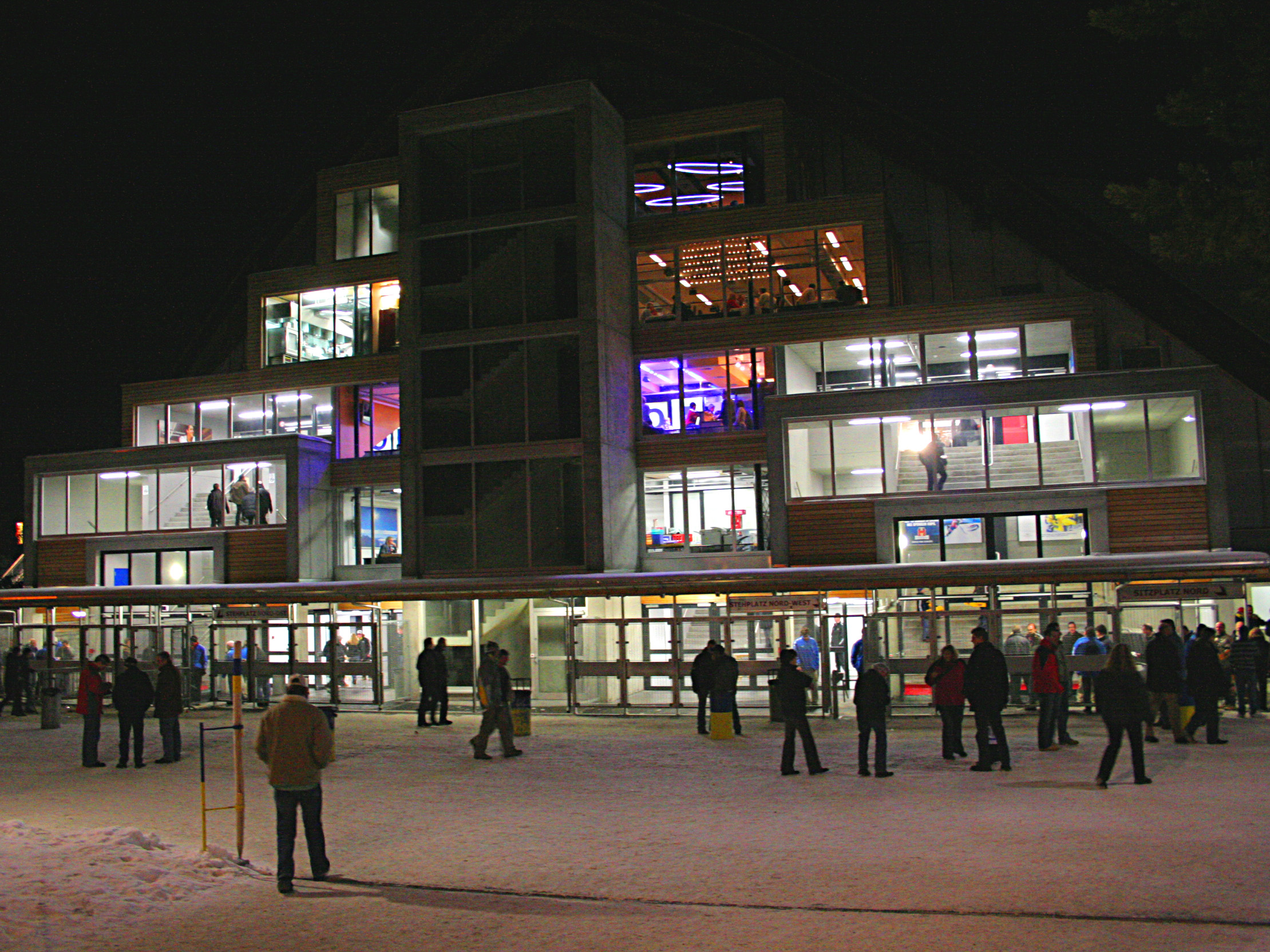
Nordtribüne
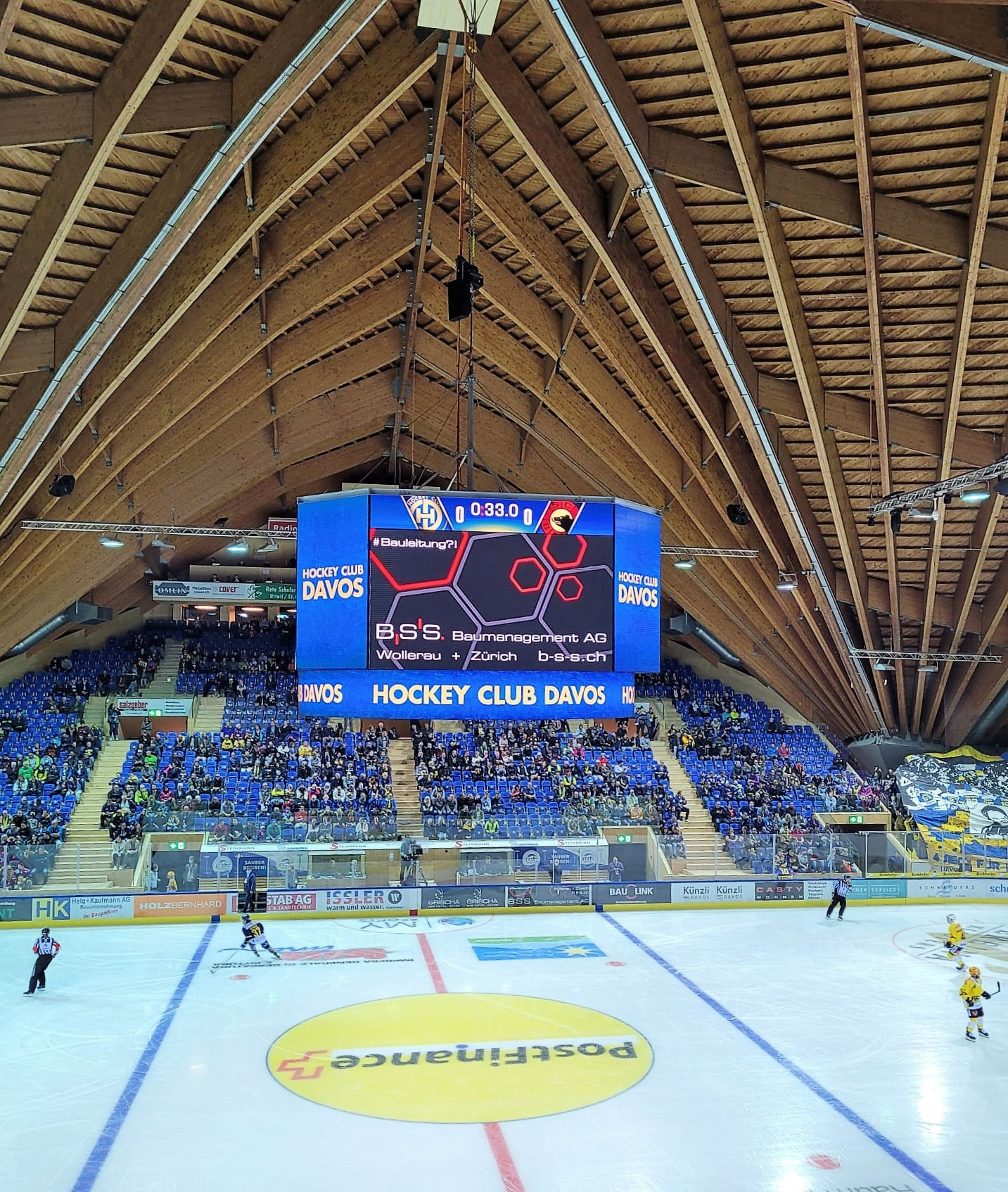
Video-Anzeige seit 2021